# Kaplica św. Katarzyny w Qrendi
Kaplica Świętej Katarzyny tat-Torba (malt. Il-Kappella ta’ Santa Katerina tat-Torba, ang. Chapel of St. Catherine) – rzymskokatolicka kaplica w wiosce Qrendi na Malcie.

## Historia

### Oryginalna kaplica
Jak prawie każdy inny kościół i kaplica na Malcie, tak i kaplica św. Katarzyny zastąpiła inną starszą. Niewiele wiadomo o tej pierwszej kaplicy – skąpe informacje zawarte są w raporcie z wizyty duszpasterskiej, dokonanej przez mons. Pietro Dusinę w 1575. Kaplica została zbudowana na działce znanej jako Ta 'Bieb iż-Żejtunija, miała drewniane drzwi i jeden ołtarz, poza tym brakowało jej wszystkiego. Chociaż msza św. była odprawiana w święto tytularne 25 listopada i przy innych okazjach, kaplica nie miała ani rektora, ani dozorcy. W 1624 została zdesakralizowana i zburzona. Sześć lat później wzniesiono krzyż, aby upamiętnić jej dokładne położenie.

### Kaplica dzisiejsza
Obecna kaplica została zbudowana w 1626 przez Benedetto Camilleriego.

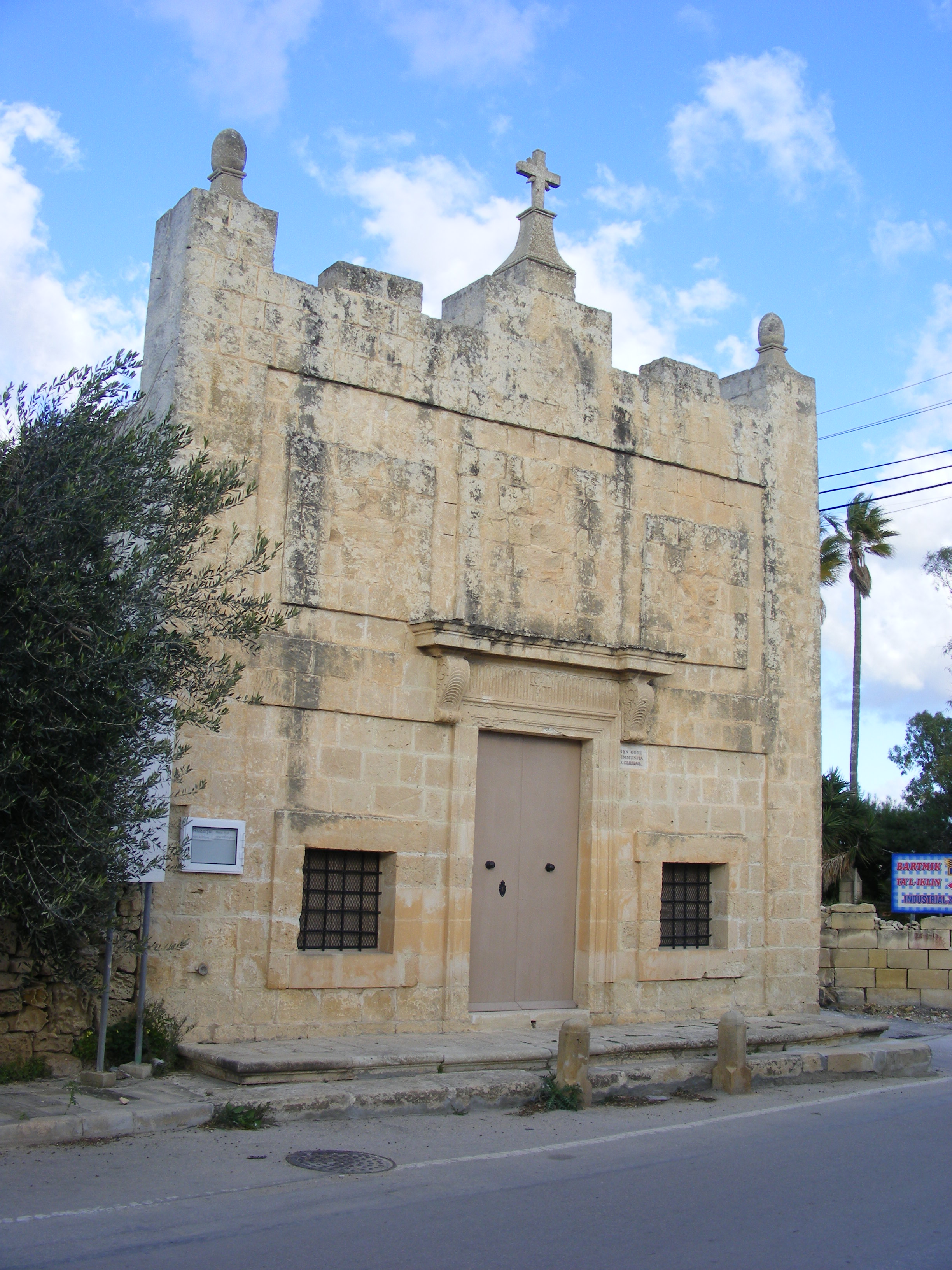
Fasada kaplicy (2019)

 Według dokumentów kościelnych z 1634 znajdowała się „duodiciem passius ciciter distanti ex parte septentrionali” („około dwunastu kroków na południe”) od poprzedniej kaplicy, tytularny obraz określony został jako „elegantem icona ex pictura olei” („piękny obraz olejny”). Obok kaplicy był mały cmentarz. Camilleri, aktem notarialnym z dnia 14 czerwca 1625 (lub 1626) u notariusza Gio Duminku Gatta, przypisał do kaplicy dochody z dwu akrów terenu zwanego „Wied il-Ħofra”. Obiecał też wyposażyć kaplicę we wszystko, co będzie potrzebne, przeprowadzać prace konserwacyjne, jeśli zajdzie taka potrzeba, a także zapalać lampę w każdą sobotę i organizować święto patronalne z mszą i nieszporami..

W latach 2000–2001 staraniem parafii Qrendi i Rady Lokalnej Qrendi kaplica została odrestaurowana.

## Architektura

### Wygląd zewnętrzny
Budynek posiada prostą formę. Wybudowany jest na rzucie prostokąta.

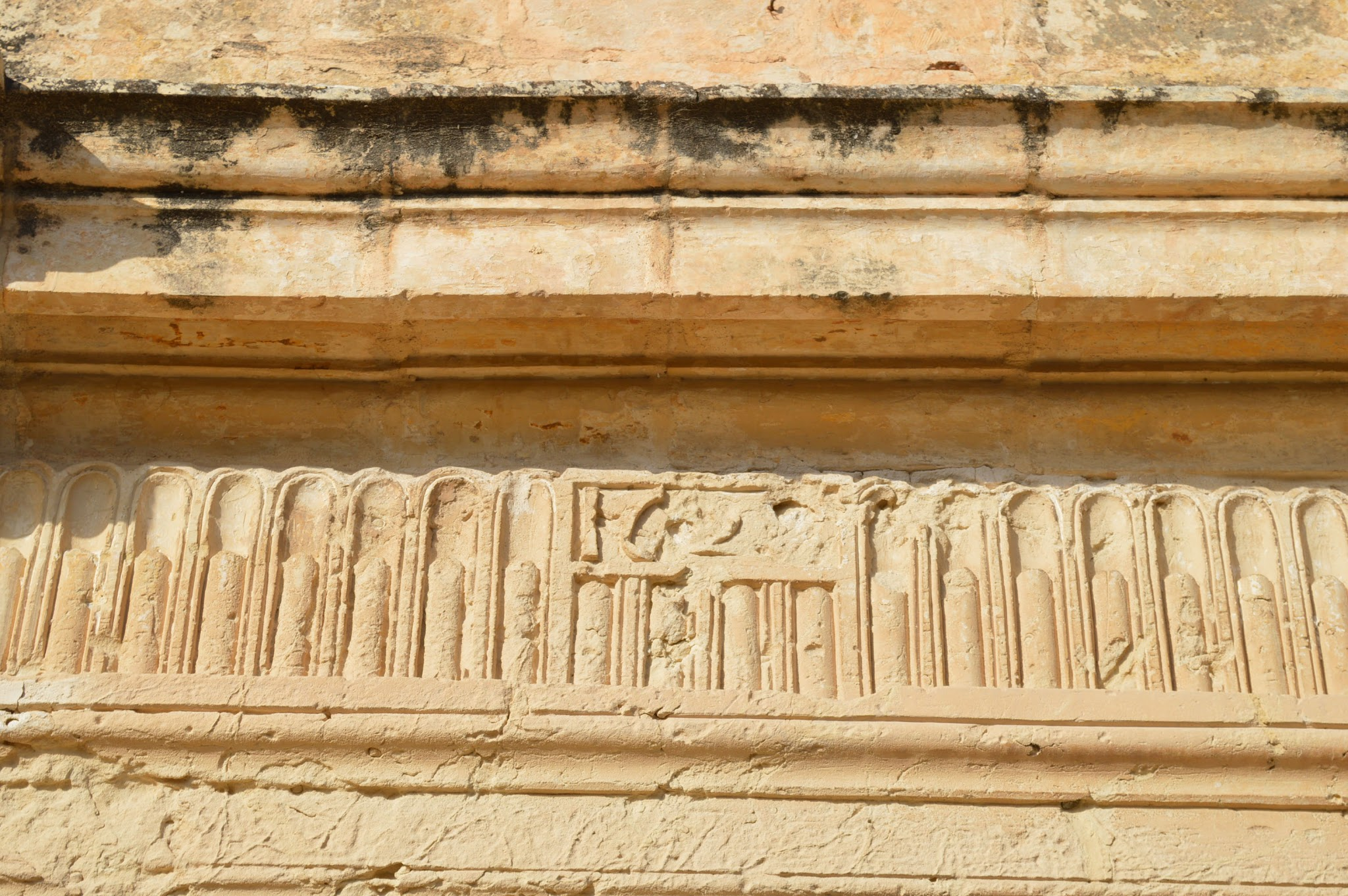
Fryz nad drzwiami z datą "1626"

Fasada, nieco wyższa od reszty kaplicy, podzielona jest dekoracyjnym pasem na dwa poziomy. Główne wejście do kaplicy flankują dwa kwadratowe okna z ciężkimi kamiennymi ramami. Ponad drzwiami znajduje się dekoracyjny fryz z datą "1626", ponad którym niewielki kamienny gzyms z dwoma konsolami w formie esownicy. Górna część fasady ozdobiona jest trzema dużymi, prostokątnymi płycinami. Zwieńczenie fasady nawiązuje formą do blanek, elementu średniowiecznych fortyfikacji, z kamiennym krzyżem, znajdującym się w jego centralnym punkcie, oskrzydlającymi go dwoma prostokątnymi zębami, zaś zewnętrzne punkty zdobią kamienne elementy w formie szyszki. Fasada, o orientalnym wyglądzie, wyrasta ponad główną bryłę budynku. Ten rodzaj architektury kaplicy nie był powszechny w tamtych czasach.

### Wnętrze
Wnętrze kaplicy jest długie na prawie 13,5 metra, co jest niezwykłe dla typowych XVII-wiecznych budynków sakralnych. Całość pokryta jest sklepieniem kolebkowym wspartym na siedmiu łukach, które są oparte na biegnącym wzdłuż bocznych ścian gzymsie. Pierwotnie ołtarz znajdował się w apsydzie głębokiej prawie na metr, wciąż zachowanej na północnej ścianie. W XVIII wieku przesunięto ołtarz ku środkowi, zaś za nim, między pierwszym a drugim łukiem postawiono półokrągłą ścianę z dwojgiem drzwi, za którą urządzono zakrystię. Jednocześnie ściana ta została ozdobiona groteskową, elegancką płaskorzeźbą, przedstawiającą anioły trzymające ramę obrazu tytularnego, prawdopodobnie tego samego, o którym wspomniano w 1634. Nad każdym wejściem znajdują się dwa identyczne, pięknie zdobione herby wyrzeźbione w kamieniu, przypuszczalnie należące do jednego z dobroczyńców kaplicy.

Obraz tytularny przedstawia św. Katarzynę jako stojącą księżniczkę z książką w jednej, a mieczem w drugiej ręce, spoglądającą w niebo, z którego wyłonił się anioł z diademem i palmą zwycięstwa w dłoni. U jej stóp, w lewym i prawym narożniku obrazu, klęczą dwie małe postaci mężczyzny i kobiety - być może fundatorzy dzieła. Krajobraz wokół głównej postaci wygląda tak, jakby był inspirowany średniowieczną historią rycerską.

Poniżej obrazu znajduje się kamienny ołtarz z 1859. Na czołowej ścianie stipesa dwa herby: jeden św. Katarzyny i drugi męczenników, między którymi wyryty jest krzyż.

## Pochodzenie nazwy „tat-Torba”
Pochodzenie nazwy tat-Torba jest nieznane. Dziś „torba” to mieszanka, którą pokrywa się dachy, aby zapobiec przesiąkaniu wody. Ale Abela w 1647 w książce Della descrittione di Malta napisał, że „torba” to „cmentarz”. Aby wzmocnić ten argument, warto mieć na uwadze, że arabskie słowo „turba” oznacza cmentarz. Warto też pamiętać, że z tą kaplicą był mały cmentarz, prawdopodobnie jako plac, którego dziś już nie ma. Możliwe jest zatem, że nazwa Santa Katarina tat-Torba od niego pochodzi.

## Kaplica dzisiaj
W kaplicy na Wielki Tydzień urządzany jest grób, pozostaje ona otwarta przez całą noc na adorację. Ponadto jest otwierana raz w tygodniu dla osób mieszkających w okolicy na odmawianie różańca. Czasami odbywają się tutaj spotkania młodzieżowe, a także prywatne msze. W kaplicy znajduje się również statua Odkupiciela, która kiedyś była w parafii Isla.

## Święto patronalne
Święto patronalne kaplicy przypada 25 listopada.

## Ochrona dziedzictwa kulturowego
Kaplica umieszczona jest na liście National Inventory of the Cultural Property of the Maltese Islands pod nr. 01252.